# Nicola Zabaglia
Nicola Zabaglia (ou Zabali), (né à Buda di Cascia, en janvier 1667 - et mort à Rome, le 27 janvier 1750), était un inventeur, ingénieur, constructeur et maître maçon italien.

## Biographie

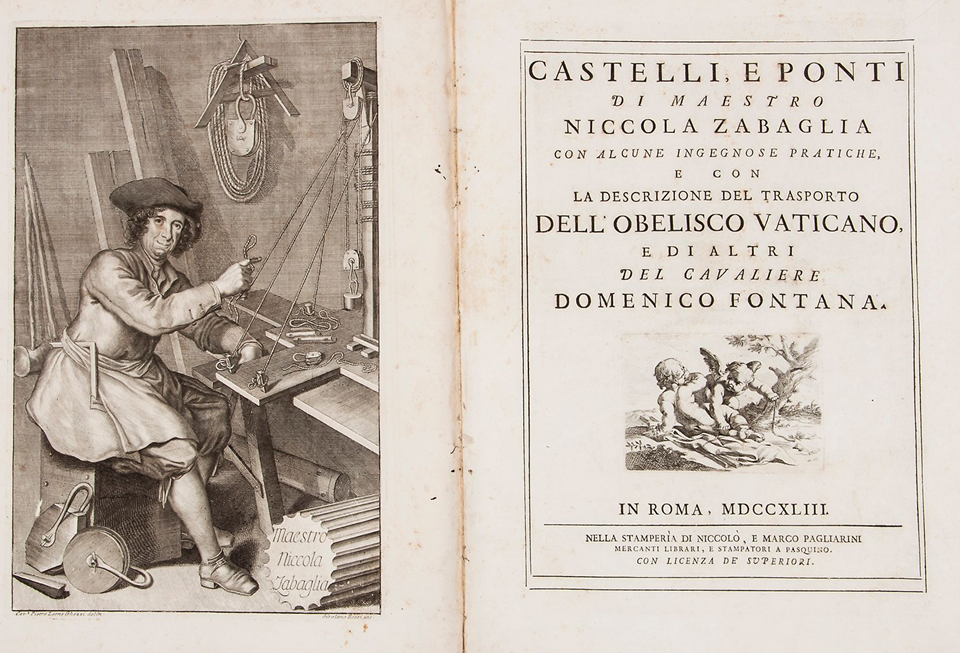
Castelli, e ponti di maestro Niccola Zabaglia con alcune ingegnose pratiche, e con la descrizione del trasporto dell'obelisco vaticano, e di altri del cavaliere Domenico Fontana. In Roma, MDCCXLIII.

Il était le fils d'Alexandre, maître d'œuvre de la basilique Saint-Pierre. À partir de 1686, il a commencé à travailler à la basilique, où il a montré un talent particulier dans la conception et la construction de machines et d'échafaudages, dont on avait besoin, pour les travaux complexes de maçonnerie. 
Sous la direction de l'architecte italien Luigi Vanvitelli, responsable des travaux de la basilique Saint-Pierre, il inventa en particulier, entre 1743 et 1744, l’appareil à détacher les fresques sans les abîmer, des ponts suspendus, le pont-échelle qui servit aux réparations du dôme de la basilique Saint-Pierre au Vatican, diverses échelles doubles ou mobiles, échafaudages concaves pour la restauration des fresques de la coupole interne, etc.
En 1743, l'imprimeur romain Marco Pagliarini, a publié un livre contenant une description détaillée de ses échafaudages. Une deuxième édition, plus complète, a été publiée par Crispino Puccinelli, en 1824, contenant de nombreux conseils et une biographie détaillée, rédigée  par Francesco Maria Renazzi.